# إنديا إدواردز
إنديا إدواردز (بالإنجليزية: India Edwards)‏ هي صحفية أمريكية، ولدت في 1885، وتوفيت في 14 يناير 1990 بسبب مرض.